# Larraona
Larraona – gmina w Hiszpanii, w Nawarze, o powierzchni 7,71 km². W 2011 roku gmina liczyła 114 mieszkańców.